# Polskie Zrzeszenie Producentów Bydła Mięsnego
Polskie Zrzeszenie Producentów Bydła Mięsnego jest rolniczym zrzeszeniem branżowym zarejestrowanym w 2005 roku na podstawie przepisów ustawy z dnia 8 października 1982 roku o społeczno-zawodowych organizacjach rolników (Dz.U. z 2025 r. poz. 781).
Zrzesza rolników prowadzących chów bydła mięsnego i młodego bydła opasowego, producentów krów mamek oraz osoby związane bezpośrednio charakterem swojej pracy z rolnictwem i zainteresowanych prowadzeniem chowu bydła mięsnego.
PZPBM jest Administratorem krajowego systemu jakości wołowiny Quality Meat Program (QMP).

## Cele i zadania
Celem PZPBM jest obrona praw i interesów indywidualnych i zbiorowych swoich członków oraz wspieranie ich działań na rzecz dalszego ich rozwoju w chowie bydła mięsnego, podnoszenia jakości produkowanego żywca i kwalifikacji producentów w tym zakresie, poprawy dochodów.
Zadania:
- zabieganie o najbardziej opłacalne rynki zbytu dla bydła opasowego, rzeźnego i mięsa kulinarnego,
- promowanie konsumpcji mięsa wołowego w Polsce,
- inspirowanie do powstawania grup producenckich bydła mięsnego,
- wsparcie dla wdrażania nowych produktów, procesów i technologii,
- działania w kierunku poprawy jakości mięsa wołowego,
- wsparcie dla budowania sieci współpracy,
- wsparcie dla transferu wiedzy,
- doradztwo i szkolenia.

Zrzeszenie realizuje swoje cele poprzez:
1. wspieranie działań producentów w kierunku zwiększania produkcji, uzyskiwania jednolitych wysokiej jakości partii żywca wołowego,
2. inicjowanie powstawania grup producenckich i dążenie do przekształcenia się w Zrzeszenie Grup Producentów Żywca Wołowego i Wołowiny,
3. organizowanie szkoleń i doradztwa,
4. przyczynianie się do powiększania dochodowości gospodarstw swoich członków, poprzez działania służące zwiększaniu jakości i produkcyjności żywca wołowego,
5. wspieranie produkcji żywca wołowego i czynienie starań o rynki zbytu dla bydła hodowlanego i rzeźnego,
6. współpracę z organizacjami hodowlanymi w tym w szczególności z Polskim Związkiem Hodowców i Producentów Bydła Mięsnego, produkcyjnymi, administracją państwową i placówkami naukowymi,
7. doradztwo produkcyjne, ekonomiczne, reklama oraz promocja nowych technologii hodowlanych i rolniczych,
8. reklama oraz promocja bydła mięsnego oraz mięsa wołowego i cielęcego,
9. analizowanie i definiowanie problemów środowiska producentów żywca wołowego i wołowiny kulinarnej, dążenie do rozwiązania ich z właściwymi organami państwowymi lub reprezentacjami właściwych środowisk,
10. udzielanie pomocy w pozyskiwaniu środków pomocowych z Unii Europejskiej niezbędnych do dalszego rozwoju,
11. zabieganie o rynki zbytu w kraju i poza granicami Rzeczypospolitej Polski,
12. wspieranie rozwoju wołowiny w systemach jakości żywności,
13. prowadzenie działalności badawczo-rozwojowej i naukowej.

## Członkostwo
Członkiem Zrzeszenia może zostać każda osoba prowadząca chów bydła mięsnego i bydła młodego opasowego, producent krów matek oraz osoby związane bezpośrednio charakterem swojej pracy z rolnictwem i zainteresowanych prowadzeniem chowu bydła mięsnego.
Podstawą przyjęcia do Zrzeszenia jest konieczność złożenia deklaracji członkostwa. Nabycie praw członkowskich następuje z dniem podjęcia uchwały Zarządu Zrzeszenia o przyjęciu w poczet członków.
PZPBM umożliwia przystąpienie do grona Członków Wspierających dla podmiotów związanych z rolnictwem, produkcją żywca, ubojnie, zakłady mięsne do wsparcia działań Zrzeszenia.

## Reprezentacja Zrzeszenia
Reprezentantem Zarządu jest Prezes i Członkowie Zarządu, w skład którego wchodzą:
- Prezes Zarządu: Jerzy Wierzbicki
- Wiceprezesi Zarządu: Tomasz Rasiński i Wiceprezes Zarządu
- Członkowie Zarządu: Łukasz Chmielewski i Wiesław Pilch

PZPBM ma Komisje Rewizyjną składającą się z Przewodniczącego Komisji Marcina Osińskiego oraz Członków Komisji Zbigniewa Czyżewskiego i Krzysztof Jaskułowskiego.